# 電子科技大学
電子科技大学（でんしかぎだいがく、英: University of Electronic Science and Technology of China, 略称: UESTC）は、中華人民共和国の電子情報類学科を中心とする国家重点大学。985工程、211工程、双一流に選ばれている。

## 大学全体
1956年、交通大学（現上海交通大学、西安交通大学）、南京工学院（現東南大学）、華南工学院（現華南理工大学）の電子情報類学科が合併して創建された学校で中国最初の７個の重点国防大学中の一つである。1960年に国家重点大学に選定された。

## 組織
「学院」も「系」も日本の大学の学部にほぼ相当するものであるが、日本の「学部」とは位置付けが異なっている。妙訳がないのでそのまま記す。位置づけが異なるのは、学院及び系は、個別の教育システムに位置づけられているためである。電子科技大学は、学院や系に相当する、各単科大学の集合体として運営がなされているためである。
- 通信情報工学部
- 電子情報工学部
- 微電子と固体電子学部
- 物理電子学部
- 光電情報学部
- コンピュータ科学工学部
- 自動化工学部
- 機械電子工学部
- 生命科学技術学部
- 応用数学部
- 経営管理学部
- 政治と公共管理学部
- 外国語学部
- 資源と環境科学学部
- 航空宇宙研究学部
- インフォメーションとソフトウェア学部
- グラスゴー学部
- グラスゴー海南学部[2]

## 海外教育機関との協力状況
世界の30ヵ国の200の大学や研究機構、企業と提携関係を構築。また、アメリカ、イギリス、フランス、カナダ、ドイツ、スペイン、日本、オーストラリア、韓国、シンガポールと共同教育プログラムを実施。日本における協力校は次のとおり。

### 日本における協定校
- 東北大学
- 早稲田大学
- 慶應義塾大学
- 電気通信大学
- 岐阜大学
- 大阪大学
- 和歌山大学
- 香川大学
- その他

部局間協定
- 岩手大学 理工学部と電子科技大学
- 福井大学とプラズマ研究所

## キャンパス
- 沙河キャンパス：成都市建設北路二段四号
- 清水河キャンパス:成都市高新区（西区）西源大道2006号[4]
- 海南キャンパス[2]